# Yessenia Huenteo
Yessenia Estefani Huenteo Cheuquemán (Santiago, Chile; 30 de octubre de 1992) es una futbolista chilena. Juega de extremo y su equipo actual es Deportes Iquique de la Primera División Femenina de Chile. Es internacional absoluta con la selección de Chile desde 2011.

## Trayectoria

### Colo-Colo
Gran parte de su carrera en Chile fue en el Colo-Colo. Con el club albo ganó la Copa Libertadores de 2012 y jugó la final de la Copa Libertadores de 2017.
En su último año en el Cacique, la jugadora criticó al entrenador del primer equipo masculino, Héctor Tapia, luego de los malos resultados y la eliminación en Copa Chile 2018 ante Ñublense, donde declaró "Le dicen Tuto Tapia, su fútbol da sueño".

### España
En febrero de 2019 la delantera fichó por el CF Femenino Cáceres de la Segunda División de España, donde será compañera de sus compatriotas Francisca Moroso y Ana Gutiérrez

## Selección nacional
Fue parte del plantel de la selección de Chile que consiguió el segundo lugar en la Copa América Femenina 2018 en Chile.
Anotó su primer gol en la selección el 10 de noviembre de 2018 en la victoria de visita por 3-2 a Australia en el Penrith Stadium. Yessenia entró al campo al minuto 86, con el marcador 2-1 a favor de Chile, cuando anotó el 3-1 parcial al minuto 90, esta fue la primera victoria de la selección chilena contra un Top-10 del ranking FIFA.

## Clubes
| Club                 | País   | Año           |
| -------------------- | ------ | ------------- |
| Audax Italiano       | Chile  | 2012          |
| Colo-Colo            | Chile  | 2012-2018     |
| CFF Cáceres          | España | 2019-2020     |
| Audax Italiano       | Chile  | 2020          |
| Palestino            | Chile  | 2021          |
| Universidad de Chile | Chile  | 2022-2024     |
| Deportes Iquique     | Chile  | 2025-presente |

## Palmarés

### Títulos nacionales
| Título           | Club      | País  | Año    |
| ---------------- | --------- | ----- | ------ |
| Primera División | Colo-Colo | Chile | A-2013 |
| Primera División | Colo-Colo | Chile | C-2013 |
| Primera División | Colo-Colo | Chile | A-2014 |
| Primera División | Colo-Colo | Chile | C-2014 |
| Primera División | Colo-Colo | Chile | A-2015 |
| Primera División | Colo-Colo | Chile | C-2016 |
| Primera División | Colo-Colo | Chile | A-2017 |
| Primera División | Colo-Colo | Chile | C-2017 |

### Títulos internacionales
| Título            | Club      | País   | Año  |
| ----------------- | --------- | ------ | ---- |
| Copa Libertadores | Colo-Colo | Brasil | 2012 |

## Vida personal
Yessenia es descendiente mapuche.
En noviembre de 2016, Huenteo participó en la campaña "Somos Chile" de la ANFP, que buscó reflejar el multiculturalismo en Chile de la última década y luchar contra la discriminación. En la campaña, Yessenia declara sentirse orgullosa de sus raíces mapuches.